# Punta Mathias
La punta Mathias o punta Matías, ubicada en las coordenadas 58°26′S 26°13′O / -58.433, -26.217, es un cabo que marca el extremo este de la isla Jorge, como así también del archipiélago de las islas Sandwich del Sur. También es considerado por la República Argentina como su punto más oriental. Se encuentra en la costa sudeste de la isla, a 3 kilómetros al norte de la punta Allen. La Dirección de Sistemas de Información Geográfica de la provincia de Tierra del Fuego, Antártida e Islas del Atlántico Sur cita la punta en las coordenadas 58°25′45″S 26°10′57″O / -58.42917, -26.18250.
Su nombre en inglés fue dado por el Comité de Topónimos Antárticos del Reino Unido en 1972 en honor a W. A. Mathias, un piloto de la Royal Navy, que formó parte de la expedición del archipiélago realizado por el HMS Protector en 1964.
La isla nunca fue habitada ni ocupada, y es reclamada por el Reino Unido como parte del territorio británico de ultramar de las Islas Georgias del Sur y Sandwich del Sur y por la República Argentina, que la hace parte del departamento Islas del Atlántico Sur dentro de la provincia de Tierra del Fuego, Antártida e Islas del Atlántico Sur.